# Mink Nutcharut
Mink Nutcharut, cuyo nombre de nacimiento es Nutcharut Wongharuthai (provincia de Saraburi, 7 de noviembre de 1999), es una jugadora de snooker tailandesa.

## Biografía
Nació en la provincia tailandesa de Saraburi en 1999. Es jugadora profesional de snooker desde 2022. No se ha proclamado campeona de ningún torneo de ranking del World Snooker Tour, pero sí de varios del circuito femenino, incluido el Campeonato Mundial Femenino de 2022. No ha logrado, sin embargo, hilar ninguna tacada máxima, y la más alta de su carrera está en 100.